# Got My Head on Straight
Got My Head on Straight  é um álbum de estúdio do cantor de soul americano Billy Paul,  produzido por Kenny Gamble e Leon Huff. Lançado no ano de 1975, este disco inclui as canções ""Be Truthful to Me",  "Billy's Back Home" e "July, July, July, July".
| Críticas profissionais | Críticas profissionais |
| Avaliações da crítica  | Avaliações da crítica  |
| Fonte                  | Avaliação              |
| ---------------------- | ---------------------- |
| allmusic               | [ 1 ]                  |

## Faixas
| N.º            | Título                         | Compositor(es)                                                     | Duração |  |
| 1.             | "July, July, July, July"       | Kenny Gamble, Leon Huff                                            | 5:30    |  |
| 2.             | "Billy's Back Home"            | Dexter Wansel                                                      | 4:33    |  |
| 3.             | "I've Got So Much to Live For" | Kenny Gamble, Leon Huff                                            | 4:51    |  |
| 4.             | "Black Wonders of the World"   | Kenny Gamble, Leon Huff, Billy Paul, John Whitehead, Gene McFadden | 8:02    |  |
| 5.             | "Enlightenment"                | Kenny Gamble, Leon Huff                                            | 4:53    |  |
| 6.             | "When It's Your Time to Go"    | Kenny Gamble, Leon Huff                                            | 5:02    |  |
| 7.             | "Be Truthful to Me"            | Kenny Gamble, Leon Huff, John Whitehead, Gene McFadden             | 3:08    |  |
| 8.             | "Everything Must Change"       | Bernard Ighner                                                     | 5:23    |  |
| 9.             | "My Head's on Straight"        | Kenny Gamble, Leon Huff, Billy Paul                                | 3:12    |  |
| Duração total: | Duração total:                 | Duração total:                                                     | 44:34   |  |